# Bulgarische Tanne
Die Bulgarische Tanne (Abies borisii-regis), auch König-Boris-Tanne genannt, ist eine Pflanzenart aus der Gattung der Tannen (Abies) in der Familie der Kieferngewächse (Pinaceae). Sie ist in Südosteuropa beheimatet. Morphologisch steht sie zwischen der Weiß-Tanne (Abies alba) und der Griechischen Tanne (Abies cephalonica).

## Beschreibung

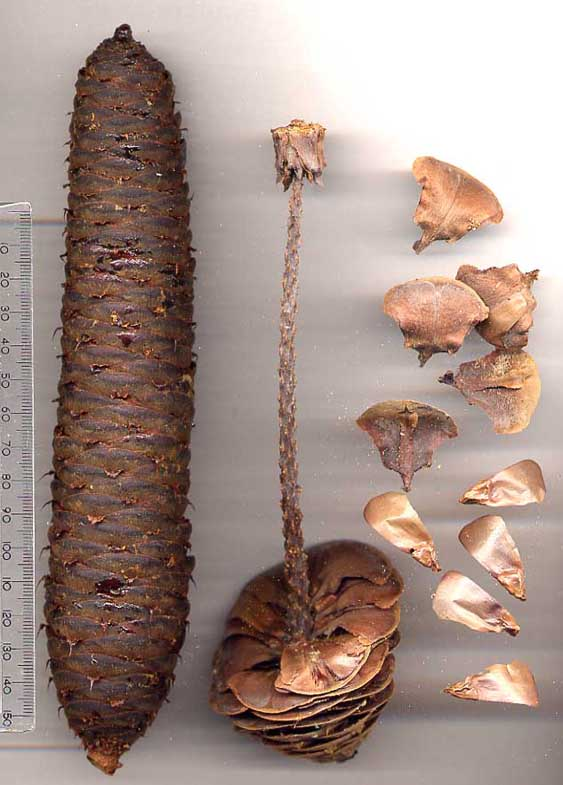
Tannenzapfen von Abies borisii-regis mit Spindel, Schuppen und Samen.

### Vegetative Merkmale
Die Bulgarische Tanne ist ein immergrüner Baum, der Wuchshöhen von 45 bis selten 60 Meter und Brusthöhendurchmesser von 1,5 bis selten 2 Meter erreicht. Die Rinde der jungen Zweige ist hellgelb und mit kurzen, braunen Haaren überzogen.
Die mit einer Länge von 3 bis 6 Millimeter oval-konischen Knospen sind braun und entweder harzlos oder mit einer dünnen Schicht von farblosen Harz überzogen.
Die meist kammartig an den Zweigen angeordneten Nadeln sind 2 bis 3 Zentimeter lang und 2 bis 3 Millimeter breit. Die Nadelspitze kann abgerundet oder eingekerbt sein. An der Nadelunterseite verlaufen zwei weiße Stomatabänder.

### Generative Merkmale
Die Zapfen ähneln denen der Weiß-Tanne (Abies alba) und denen der Griechischen Tanne (Abies cephalonica). Mit einer Länge von 11 bis 21 Zentimeter und einem Durchmesser von 3 bis 4 Zentimeter sind sie zylindrisch bis schmal-kegelförmig geformt. Vor der Reife sind sie grünlich rosa bis violett gefärbt. Die Samenschuppen werden 3 bis 3,5 Zentimeter lang und ebenso breit.
Die etwa 12 Millimeter langen Samen haben einen rund 20 Millimeter großen Flügel.
Die Chromosomenzahl beträgt 2n = 24.

## Vorkommen
Das Verbreitungsgebiet der Bulgarischen Tanne erstreckt sich von Bulgarien, Nord-Griechenland, Albanien bis in das ehemalige Jugoslawien. Man findet die Art in Höhenlagen von 700 bis 1800 Metern.

## Systematik
Der wissenschaftliche Artname Abies borisii-regis erinnert an Zar Boris III., in dessen Regierungszeit diese Art 1925 erstmals durch Johannes Mattfeld wissenschaftlich beschrieben wurde. Abies borisii-regis wird innerhalb der Gattung der Tannen (Abies) der Sektion Abies zugeordnet.
Synonyme für Abies borisii-regis Mattf. sind Abies alba var. acutifolia Turrill und Abies alba subsp. acutifolia (Turrill) Fukarek.